# Vides paral·leles
Les Vides paral·leles (en grec Βίοι Παράλληλοι, Bioi parallēlloi) són una col·lecció de biografies de personatges il·lustres de l'antiguitat clàssica, obra de l'historiador i assagista grec Plutarc de Queronea. Les biografies estan ordenades per grups de dos personatges, un de grec i un de romà. Després de cada parella l'autor en fa una comparació. S'han conservat íntegres, tot i que amb algunes llacunes, vint-i-dues de les vint-i-tres parelles originals (s'ha perdut la formada per les biografies d'Epaminondes i Escipió l'Africà) i algunes comparacions. Encara que no estaven emparellades, s'hi solen incloure quatre biografies més del mateix autor, dels emperadors romans Galba i Otó, del tirà Àrat de Sició i del rei persa Artaxerxes II.
La intenció de Plutarc no era escriure història, sinó proporcionar models de comportament, positius o negatius, perquè els lectors els seguissin o els evitessin. Per això, dona molta importància a aspectes de les vides dels personatges com els orígens, l'educació, l'actuació política, els períodes d'esplendor i els de decadència; també sol interessar-se a explicar anècdotes en què queda palès el caràcter de cadascú. L'obra està així plena de detalls, no sols sobre les vides dels biografiats, sinó també de l'època en què van viure, però incorre sovint en errors de datació i de documentació, especialment quan tracta aspectes de la República Romana.
L'obra ha tingut una pervivència notable al llarg de la història i ha servit de font d'informació per a historiadors i escriptors d'èpoques diferents: Shakespeare la va utilitzar com a font per alguns dels seus drames històrics, com Juli Cèsar, Coriolà o Antoni i Cleopatra.

## Biografies
1. Epaminondes i Escipió l'Africà (perdudes)
2. Teseu i Ròmul
3. Licurg i Numa Pompili
4. Soló i Publícola
5. Temístocles i Marc Furi Camil
6. Pèricles i Fabi Màxim
7. Alcibíades i Coriolà
8. Timoleont i Emili Paule
9. Pelòpides i Marc Claudi Marcel III
10. Aristides i Cató el Censor
11. Filopemen i Flaminí
12. Pirros i Marius
13. Lisandre i Sul·la
14. Cimó II i Lucul·le
15. Nícies i Cras el Triumvir
16. Eumenes i Quint Sertori
17. Agesilau i Pompeu
18. Alexandre el Gran i Juli Cèsar
19. Foció i Cató d'Útica
20. Agis i Cleòmenes III i Tiberi Grac i Gai Grac
21. Demòstenes i Ciceró
22. Demetri i Marc Antoni
23. Dió i Brutus

A més: les vides d'Àrat, Artaxerxes, Galba i Otó

## Traducció al català
L'obra sencera va ser publicada en la traducció de Carles Riba dins la Col·lecció Bernat Metge entre els anys 1926 i 1946. Hi ha, de recent publicació, la traducció d'Antònia Soler de les vides d'Alexandre i Cèsar i de Demetri i Antoni, per Documenta Balear.